# Halv åtta hos mig
Halv åtta hos mig är ett, sedan den 6 oktober 2008, i TV4 måndag-torsdag sänt och två gånger årligen återkommande matlagnings- och tävlingsprogram där amatörkockar får visa sina färdigheter som kock och matlagare.

## Upplägg
Varje vecka får fyra personer, som aldrig träffats innan, bjuda varandra på middag. Vanligtvis består middagen av förrätt, varmrätt och efterrätt. Varje kocks matlagning och arrangemang bedöms av de övriga tre personerna och den deltagare som under veckan får bäst betyg vinner tävlingen. Varje deltagare ger ett betyg i intervallet 1 och 10. Totalt kan en kock få maximalt 30 poäng. I sista programmet varje vecka utses veckans kock, (den som har fått högst sammanlagda poäng) som får 15 000 kronor.
Programmet som bygger på formatet "Come Dine with Me" från brittiska Channel 4 sänds oftast normalt veckovis måndag till och med torsdag samt precis som TV-programmets titel antyder just klockan halv åtta på kvällen (19.30).

## Berättarröst
Helge Skoog medverkade som berättarröst i programmet från starten. Från säsongen 2014 ersattes han av Pia Johansson. År 2018 tog Morgan Alling över som berättarröst och från 2025 är det istället Petra Mede som kommer höras i programmet.
| År        | Berättarröst  |
| --------- | ------------- |
| 2008–2013 | Helge Skoog   |
| 2014–2017 | Pia Johansson |
| 2018–2024 | Morgan Alling |
| 2025–     | Petra Mede    |

## Övrigt
Ett sällskapsspel lanserades 30 maj 2010 och flera kokböcker har publicerats.
Klockan åtta hos stjärnorna, en specialversion med mer namnkunniga deltagare har också sänts i TV4.